# والدمار آدامچیک
والدمار آدامچیک (به انگلیسی: Waldemar Adamczyk) بازیکن سابق فوتبال اهل لهستان است که در پست مهاجم بازی می‌کرد.